# Skyphos

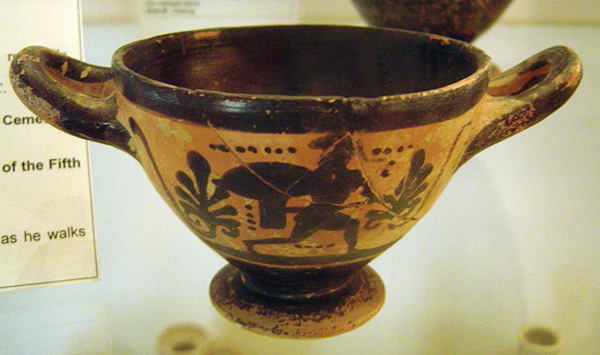
Un skyphos rouge à figures noires décoré d'un hoplite.

En Grèce antique, un skyphos (en grec ancien σκύφος / skúphos, pluriel skyphoï) est un gobelet, c'est-à-dire un type de vase à boire haut de 5 à 15 cm, généralement sans pieds. Il est très courant dans le répertoire grec et romain. Utilisé comme vase à boire et à libation, il se caractérise par une coupe large et profonde, un petit pied et deux anses insérées à mi-hauteur du corps ou sous le bord. 

## Typologie
Le type du skyphos émerge dès la Période géométrique, d'abord à Corinthe. La forme est ensuite reprise par les potiers athéniens.
En Grèce antique, on distingue plusieurs types de skyphos :
- le type corinthien, où le bord est recourbé vers l'intérieur ;
- le type attique A, où des anses horizontales sont insérées sous le bord ;
- le type attique B (également appelé type glaux), où une anse horizontale et une verticale sont insérées sous le bord ;
- le skyphos à lèvre (également appelé coupe-skyphos), où des anses recourbées sont insérées à mi-corps, le bord étant incurvé vers l'extérieur.

### Styles géométrique et orientalisant

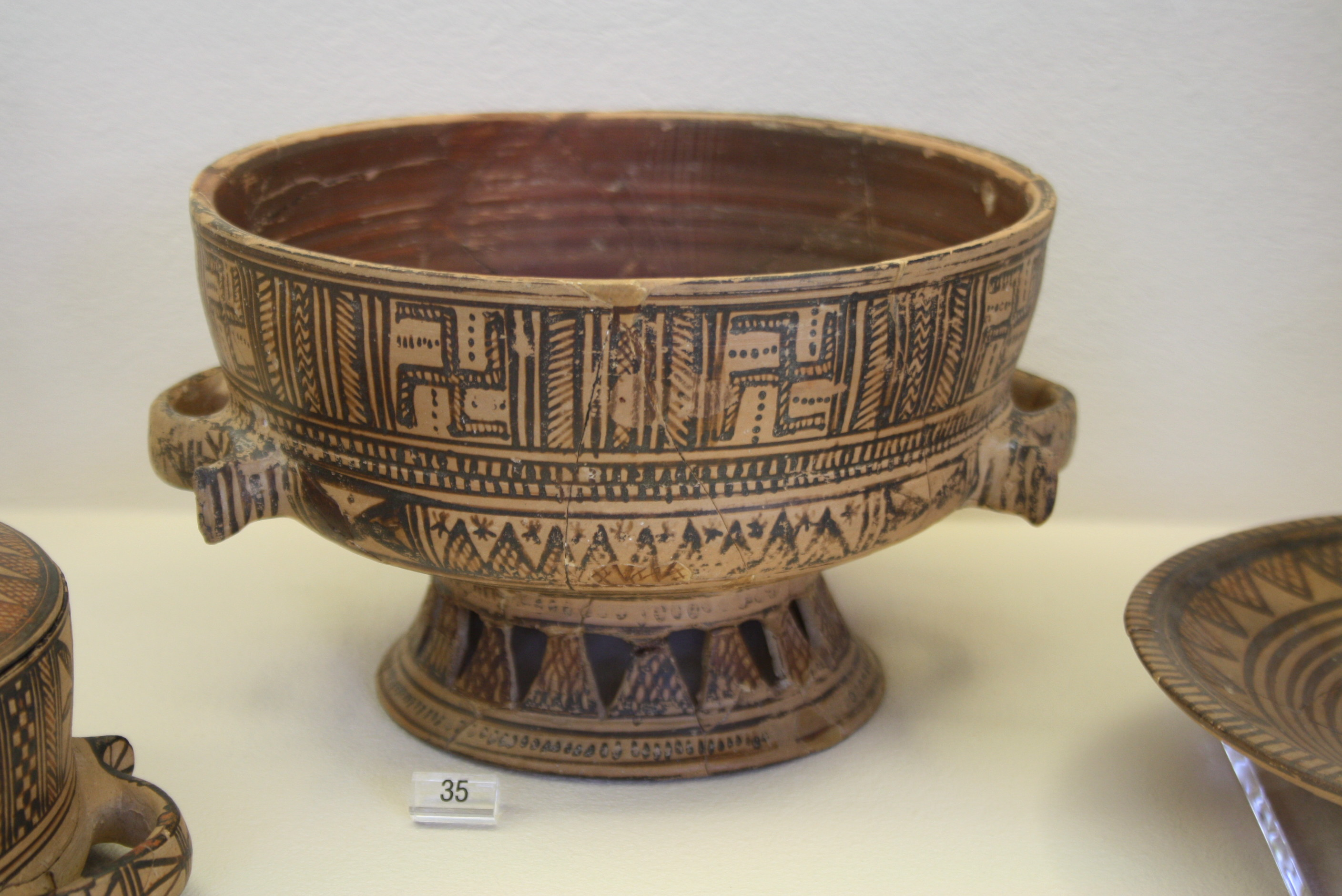
Skyphos de style géométrique récent, v. 735. Musée archéologique du Céramique, Athènes
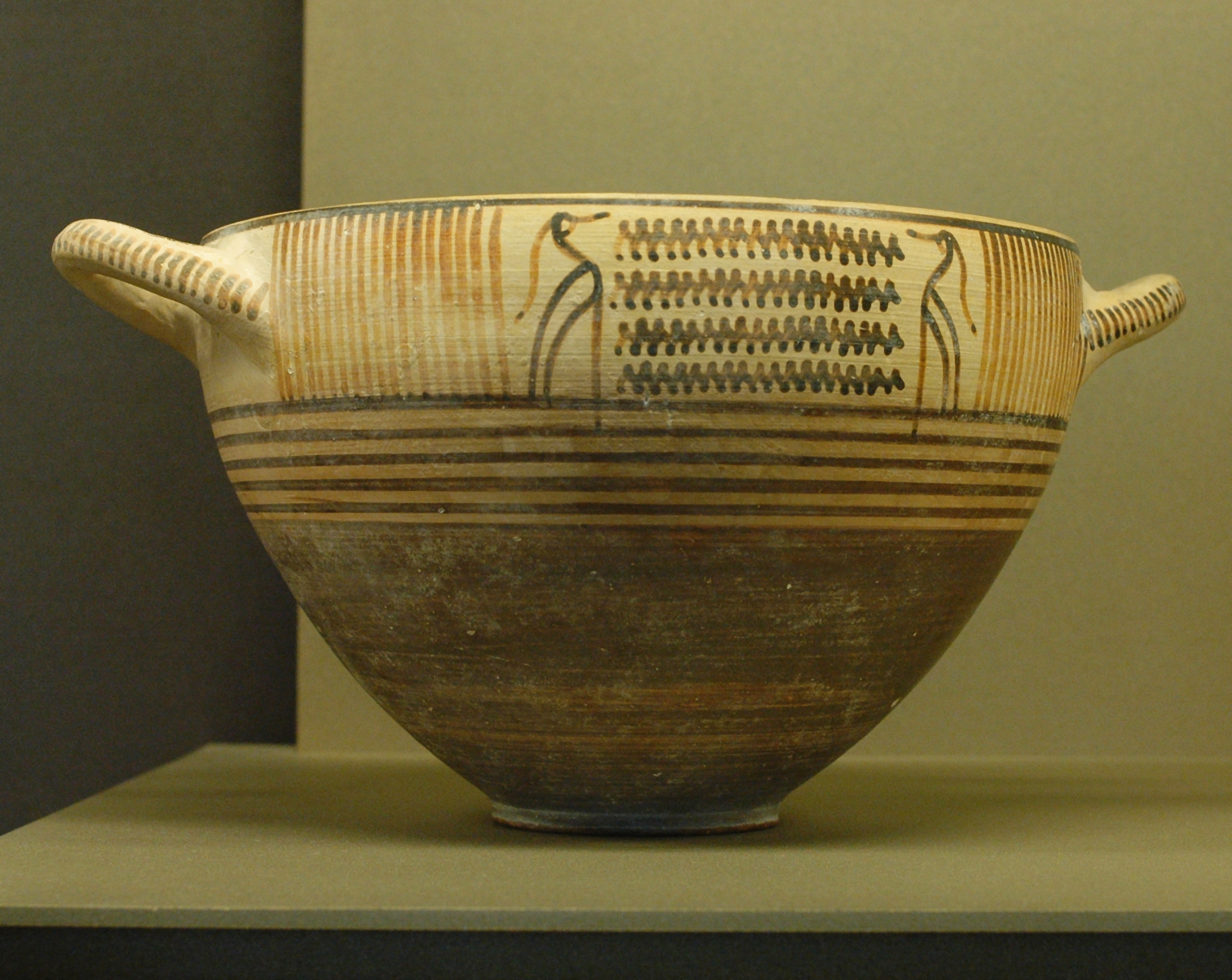
Skyphos corinthien aux oiseaux, style géométrique récent, 740-730 avant l'ère commune (AEC), musée du Louvre
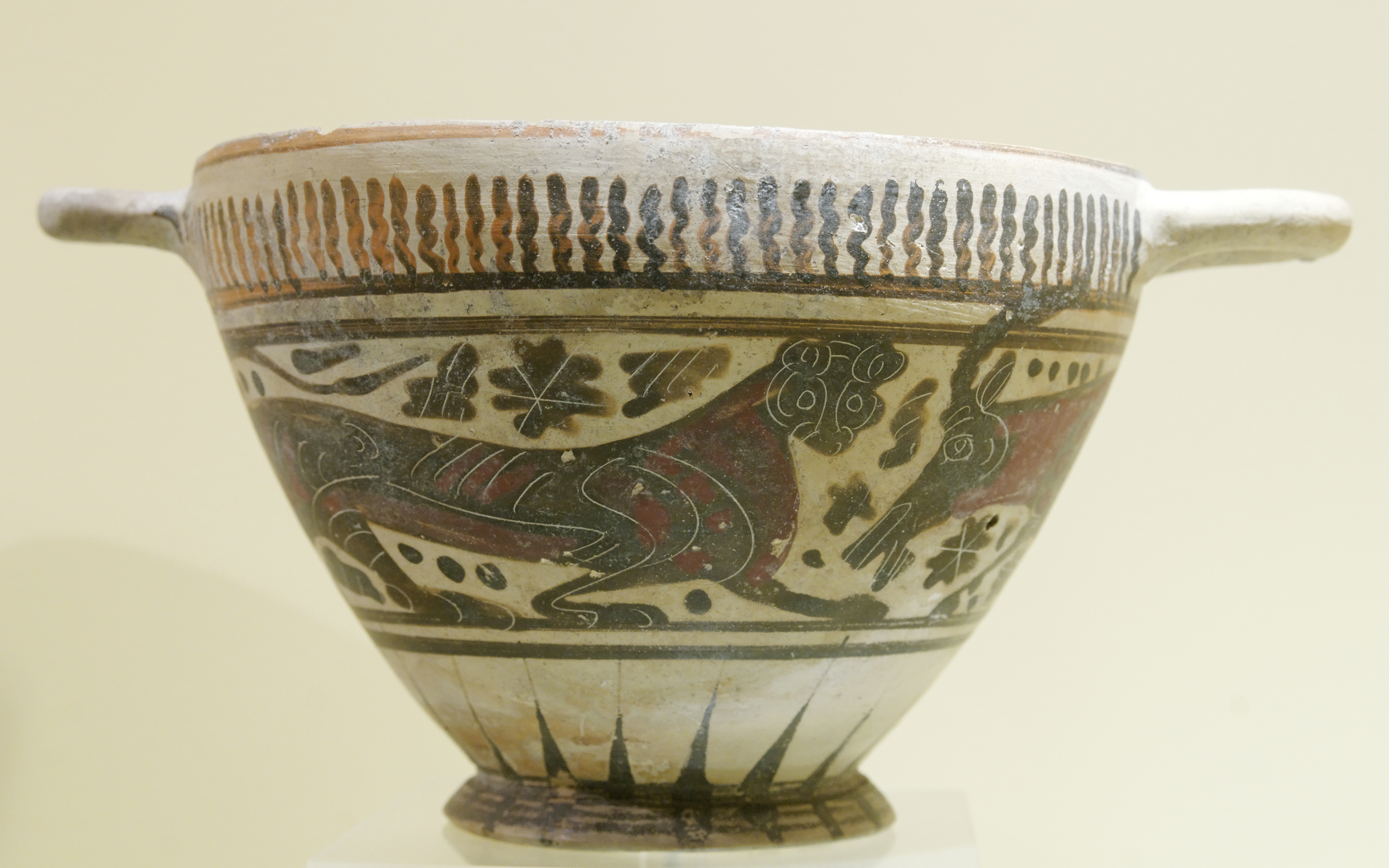
Skyphos ou cotyle (CVA) à figures noires, Corinthien moyen, 600-575. Style orientalisant. Musée des Beaux Arts, Rennes

### Céramique à figures noires

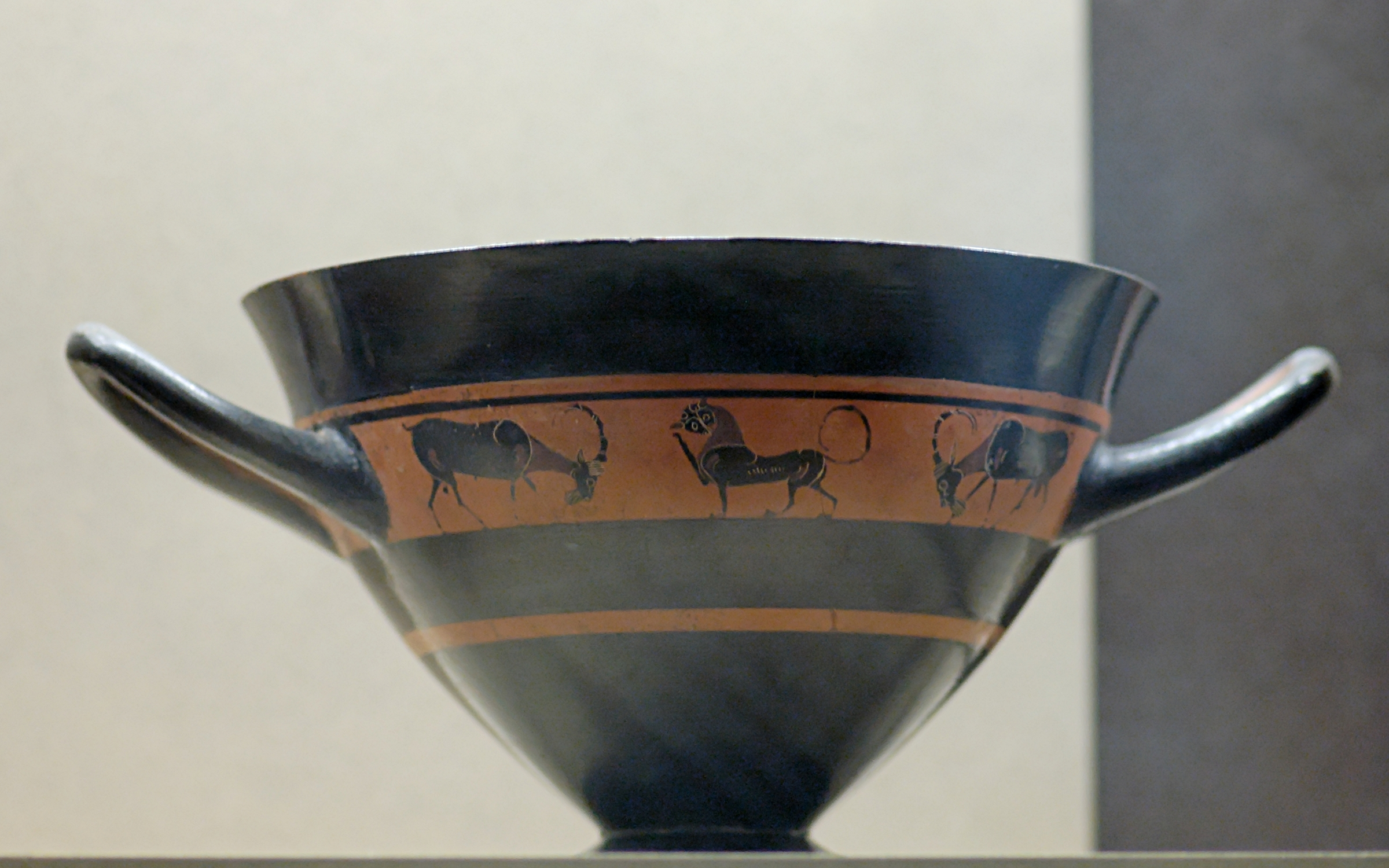
Skyphos de type Hermogène, v. 550. Louvre
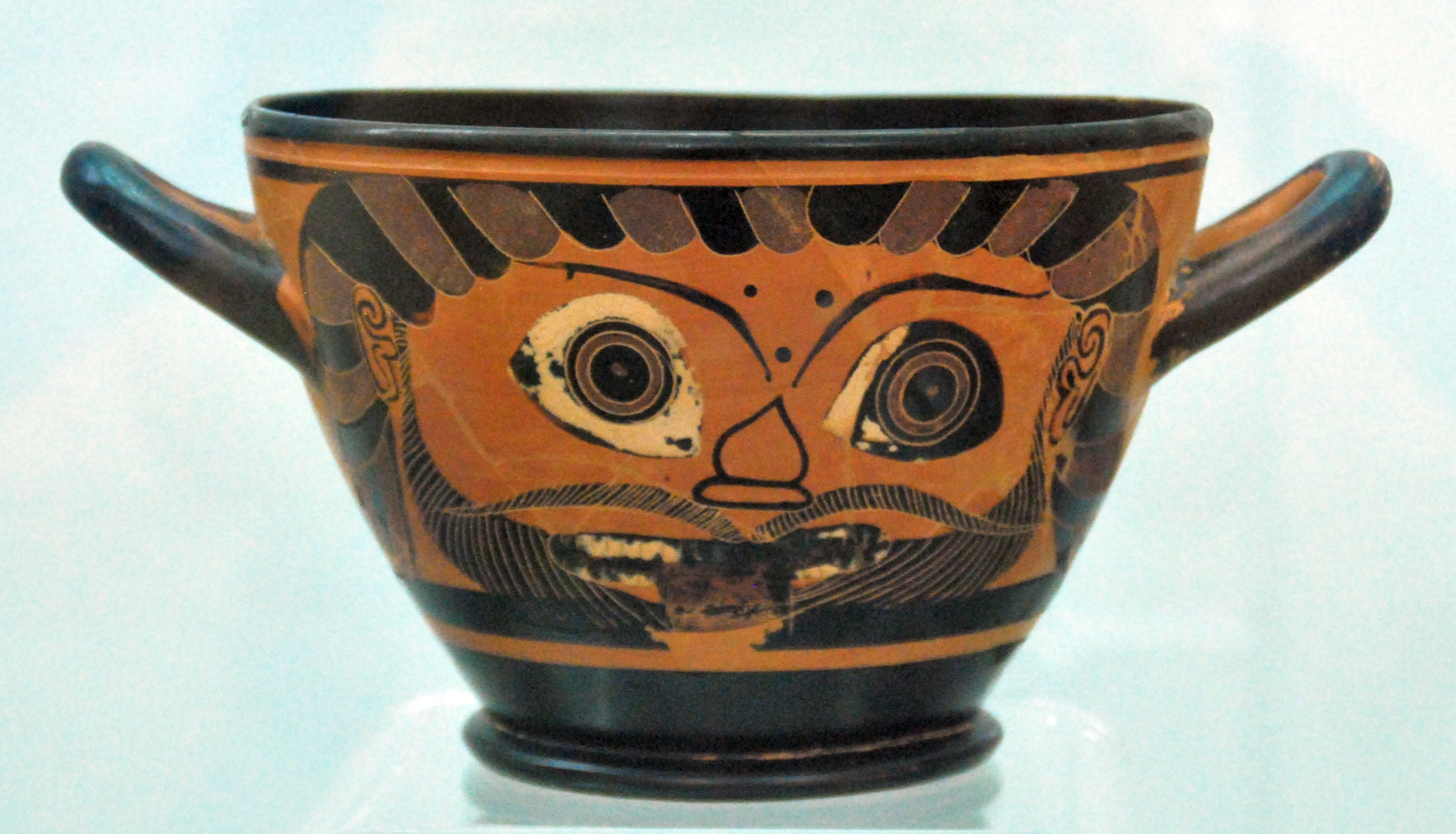
Skyphos attique à figures noires à la tête de Gorgone, v. 530. Antikensammlung, Kiel
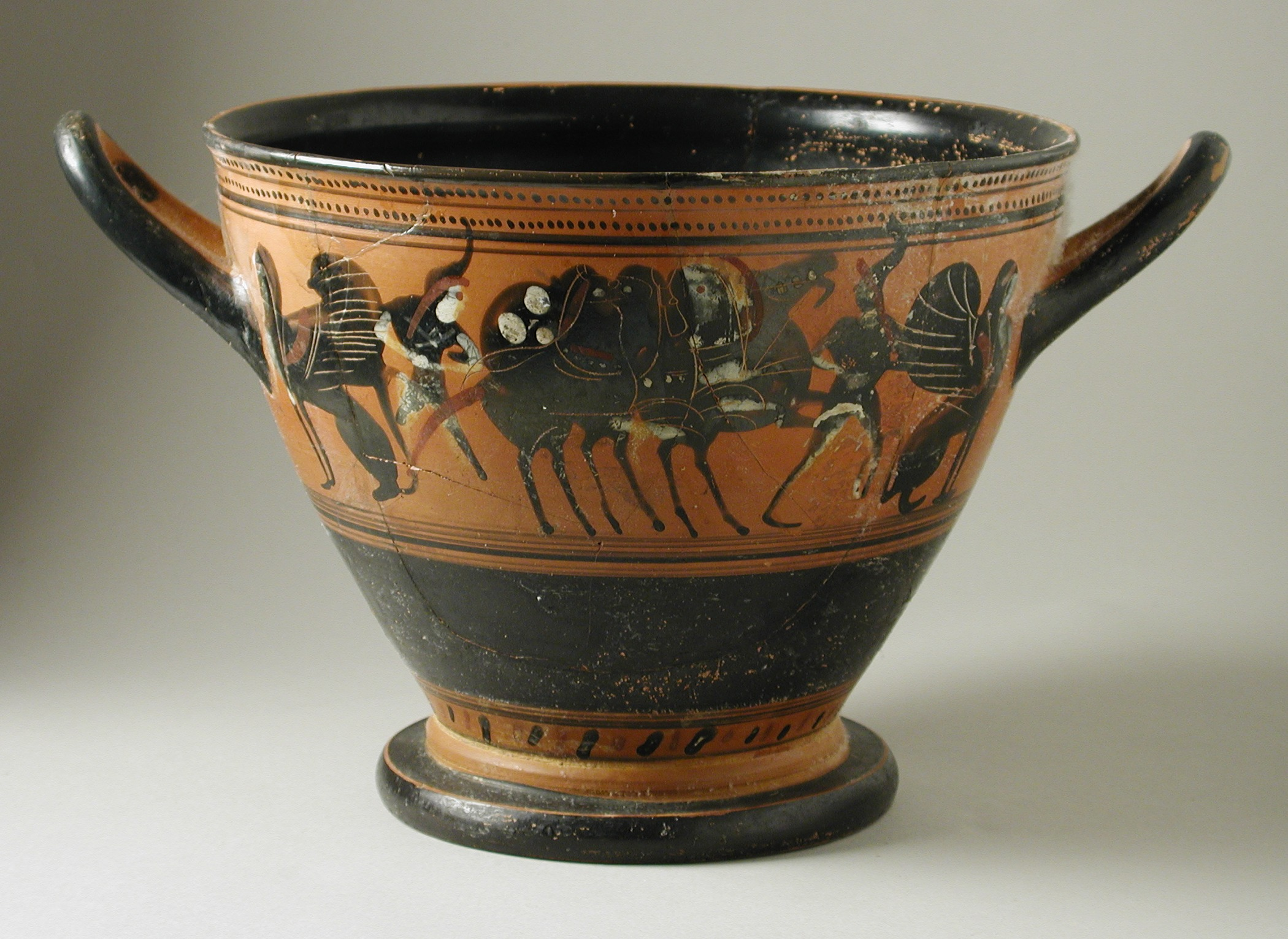
Skyphos attique à figures noires: Amazones et sphynx, peint et incisé, H. 18,4 cm, 525-475. LACMA
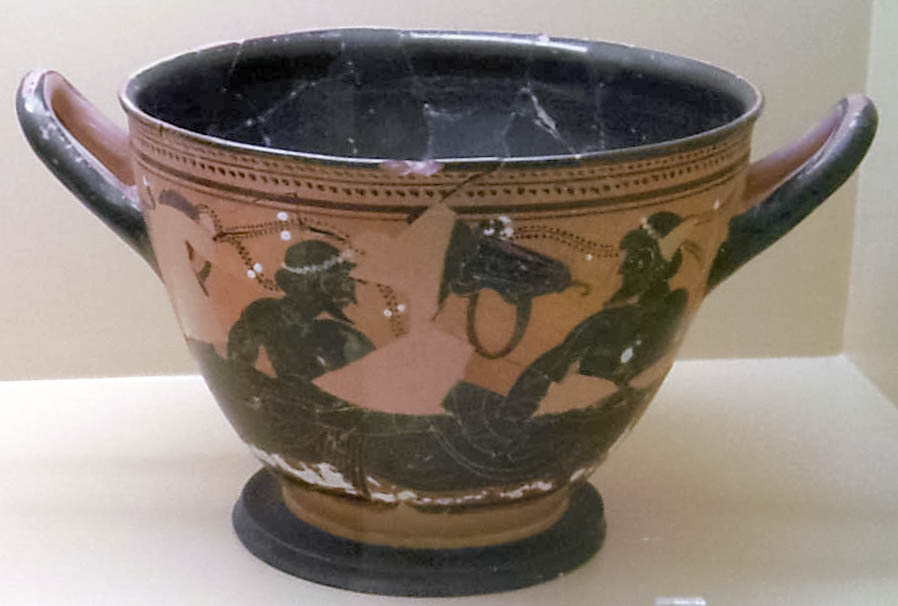
Skyphos attique à figures noires par le peintre de Thésée, act. 515-475. Musée de l'Agora antique d'Athènes

### Céramique à figures rouges

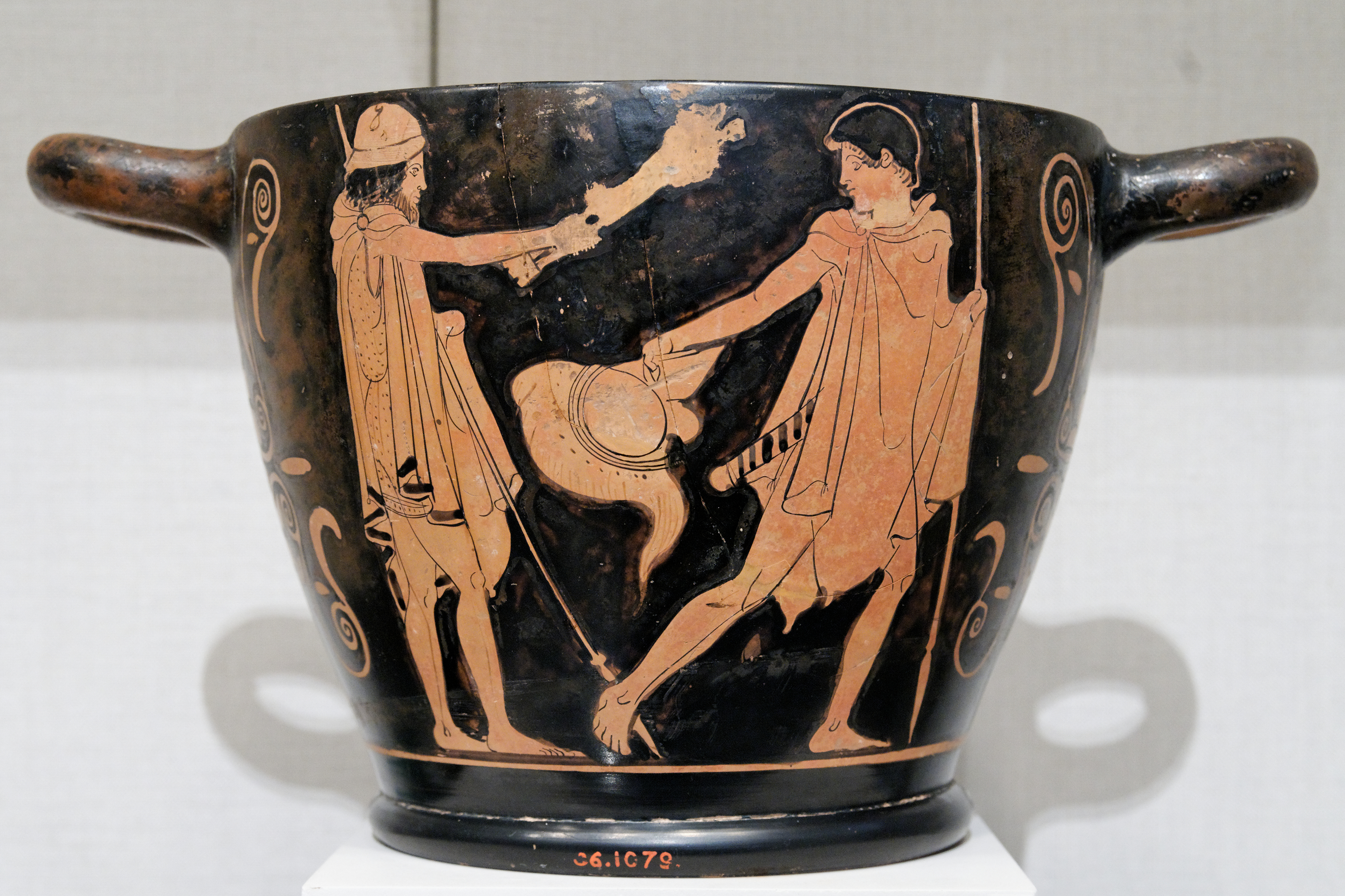
Homme mûr et jeune homme portant une armure. Face B d'un skyphos attique à figures rouges, v. 540-530. H. 16,2 cm. Metropolitan Museum of Art
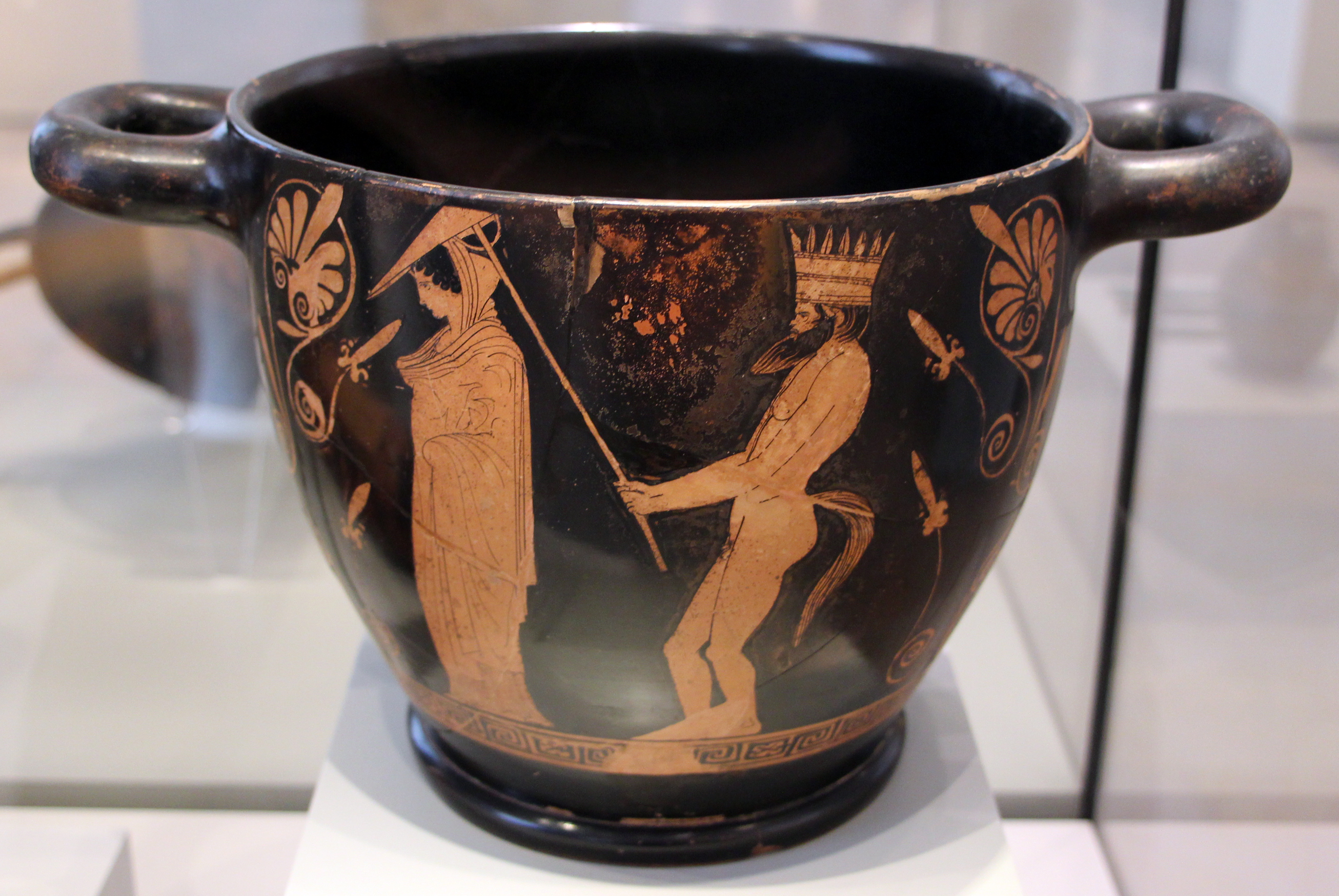
Skyphos attique à figures rouges du peintre de Pénélope, v. 440 AEC. H. 20;3 cm, D. 23 cm.  Découvert à Chiusi. Antikensammlung, Berlin
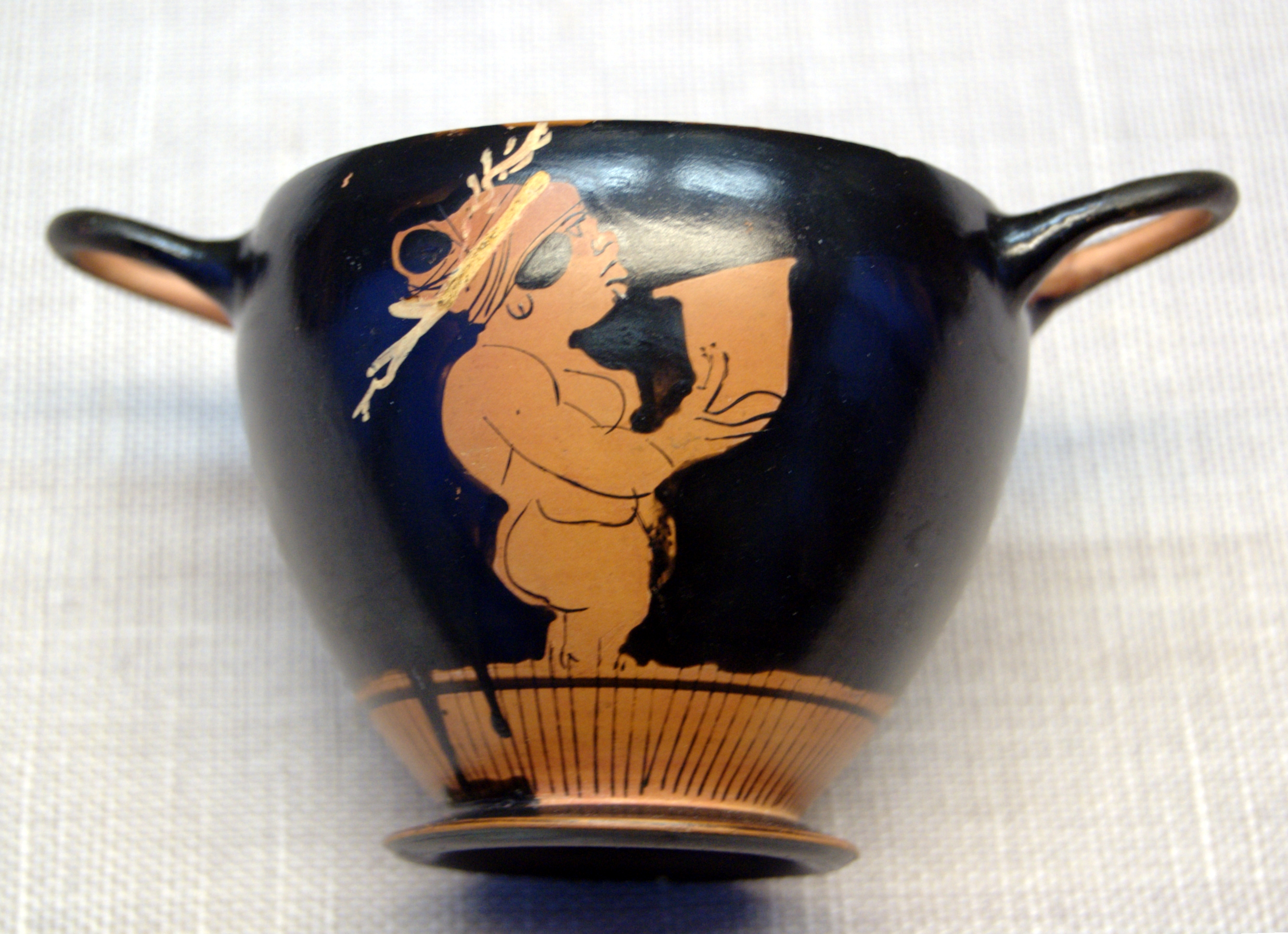
Skyphos attique à figures rouges, 430-420. Figure grotesque de naine nue (Pygmée ?) portant un vase vers un sanctuaire phallique (face B). Antikensammlungen Munich
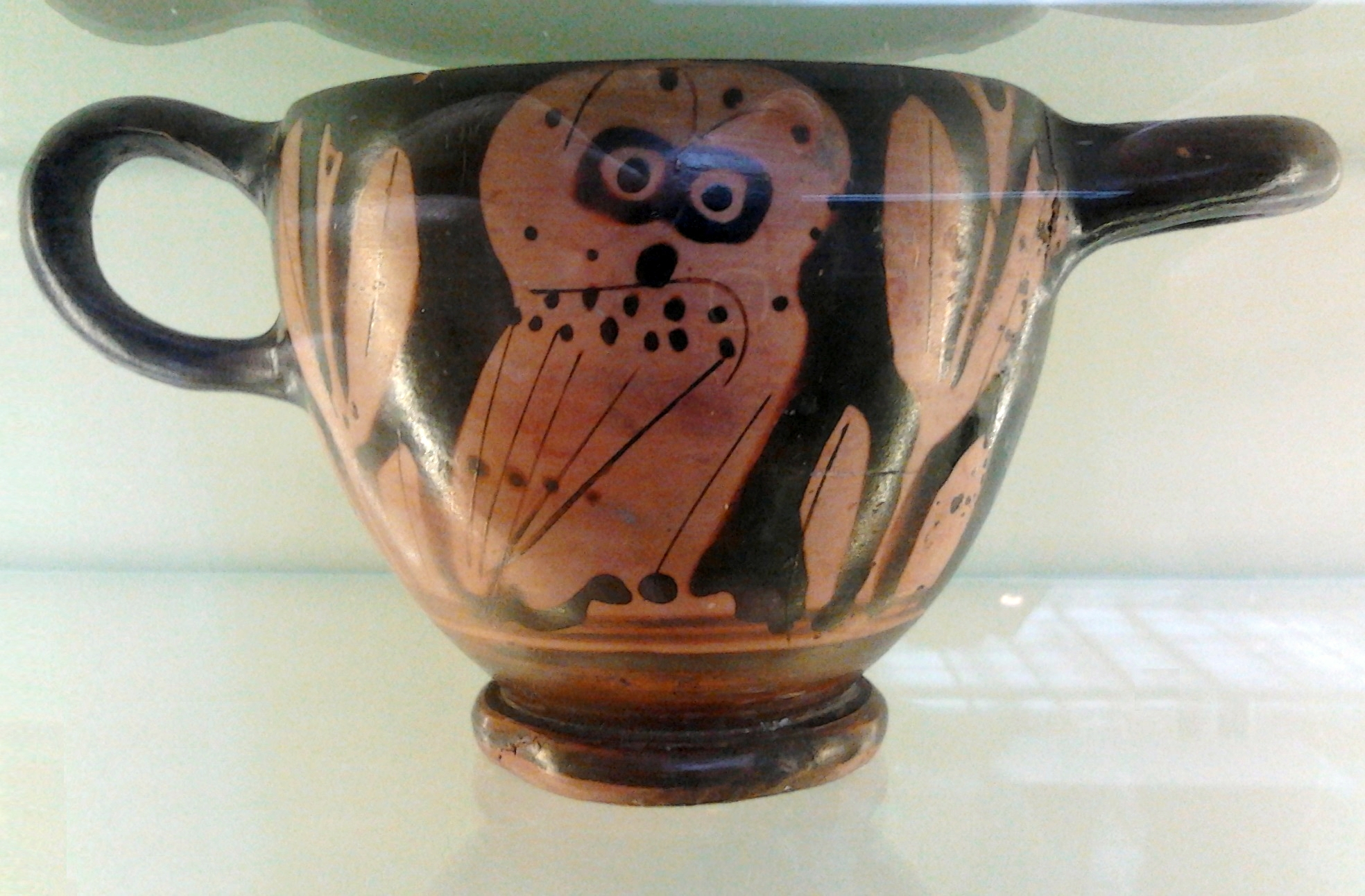
Skyphos à la chouette, l'oiseau sacré d'Athéna, v. 450. type attique B. Musée national de Varsovie

### Dans le monde grec:Grande Grèce,Asie mineureà l'époque hellénistique

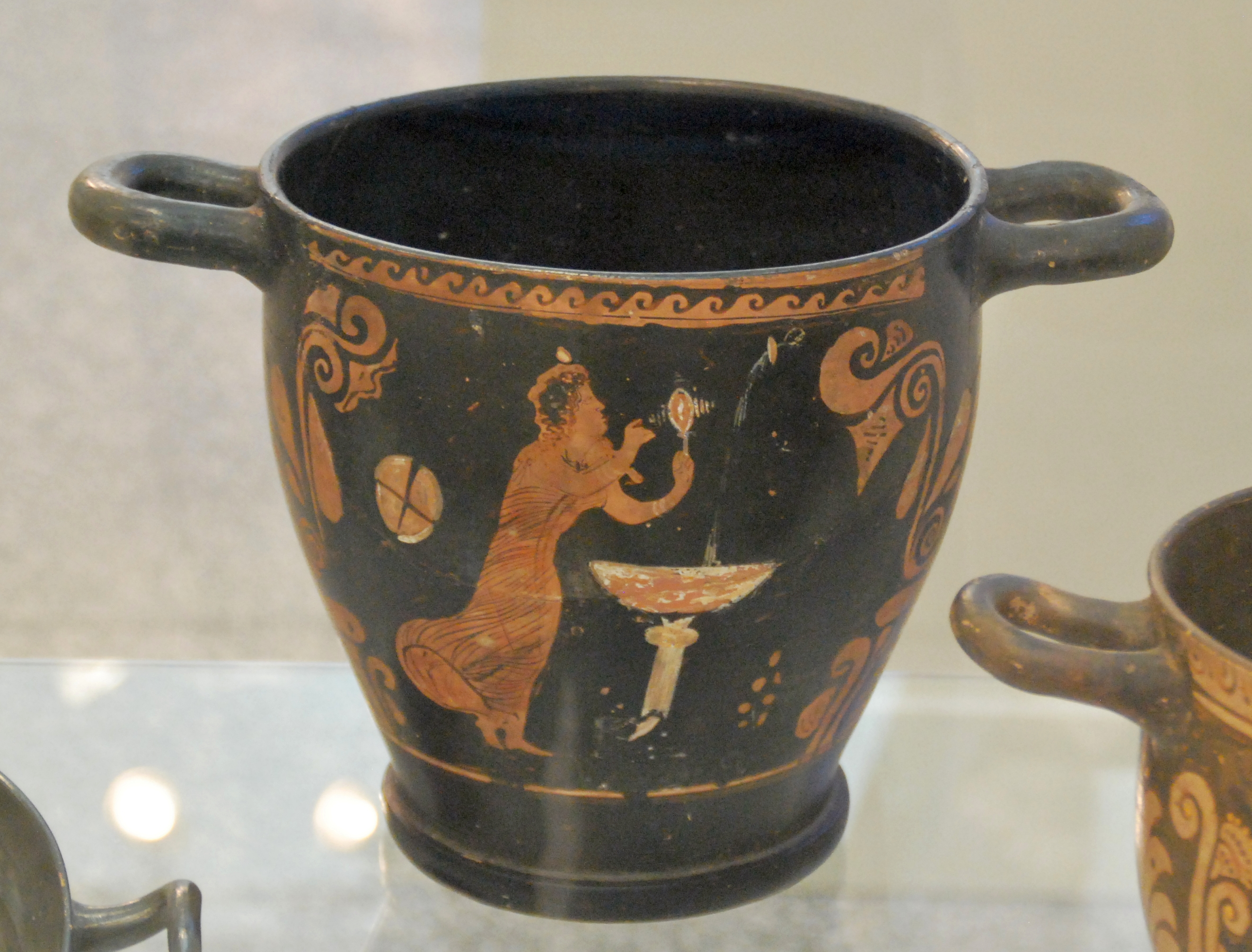
Skyphos, céramique apulienne à figures rouges et rehauts de blanc. Femme au miroir devant un bassin. 350-300. Antikensammlung, Kiel
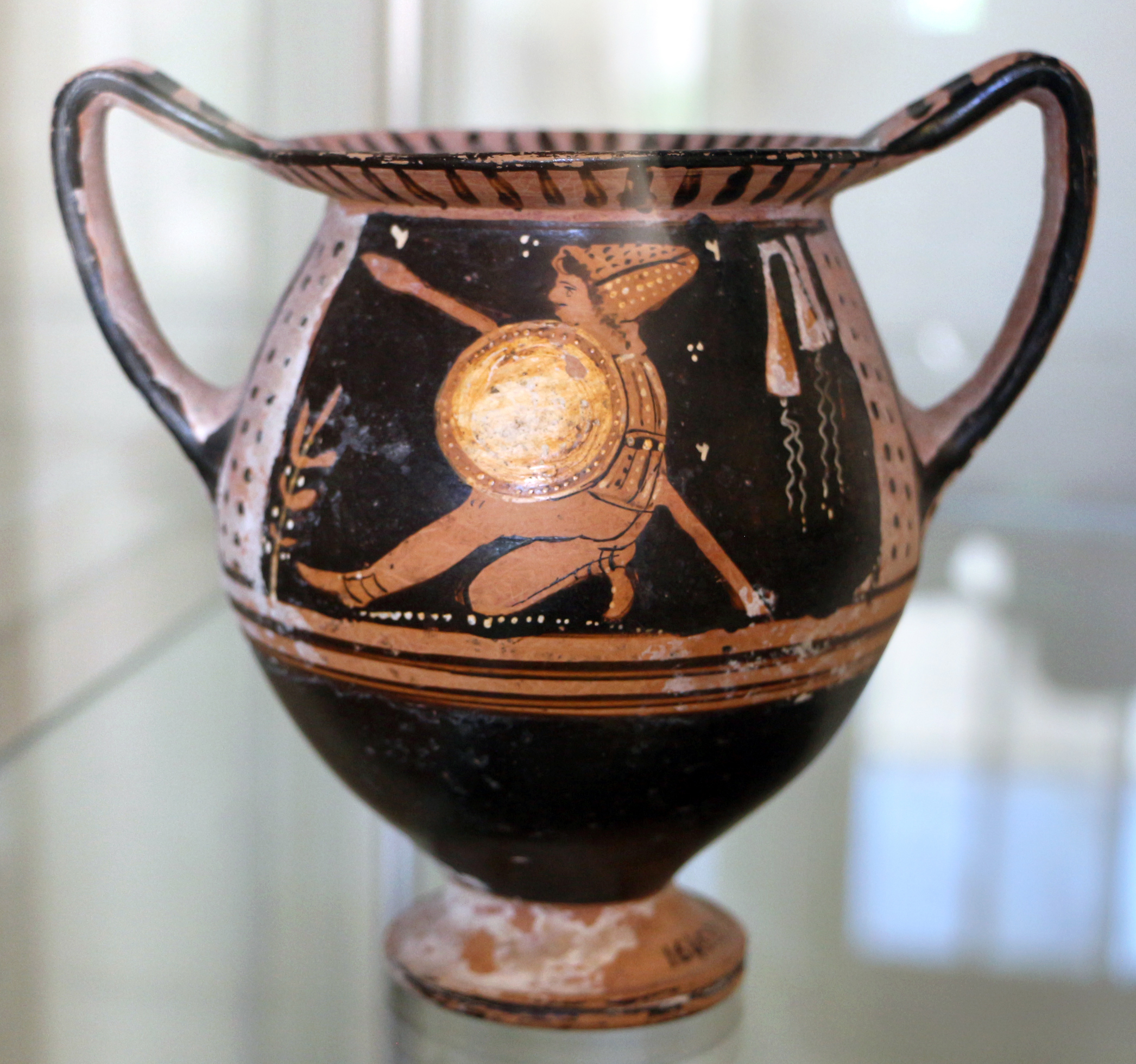
Skyphos en forme de canthare, guerrier indigène. Peintre de Brno, céramique apulienne à figures rouges, 340-320. Museo archeologico nazionale Domenico Ridola, Matera
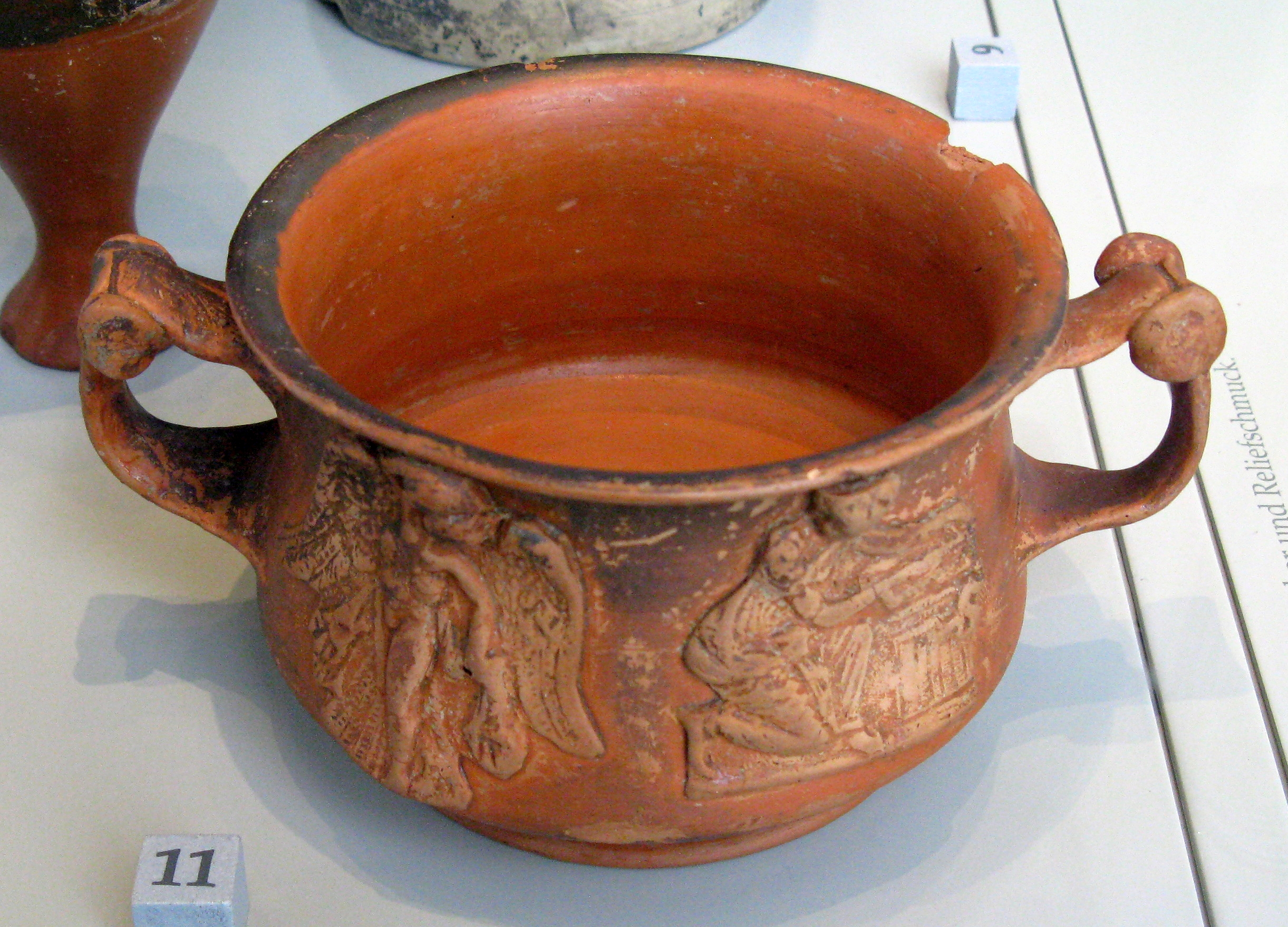
Skyphos de Pergame à décor appliqué : rapt de Ganymède, v. 180-170 AEC. Antikensammlung, Berlin